# Сантус, Бруну
Бру́ну Са́нтус (порт.-браз. Bruno Santos; 17 июля 1987, Лауру-ди-Фрейтас) — бразильский боец смешанного стиля, представитель средней весовой категории. Выступает на профессиональном уровне начиная с 2007 года, известен по участию в турнирах таких бойцовских организаций как UFC, Bellator, WSOF, владел титулом чемпиона WFE в среднем весе.

## Биография
Бруну Сантус родился 17 июля 1987 года в муниципалитете Лауру-ди-Фрейтас штата Баия.
Дебютировал в смешанных единоборствах на профессиональном уровне в декабре 2007 года, заставил сдаться своего соперника во втором раунде. Дрался преимущественно в Сальвадоре, выступал на турнирах таких бразильских промоушенов как Prime, Win Fight and Entertainment, Brasil Fight, Bitetti Combat. В течение четырёх лет одержал двенадцать побед подряд, не потерпев при этом ни одного поражения, в том числе завоевал титул чемпиона WFE в средней весовой категории. Практически все его поединки продлились всё отведённое время и закончились решением судей.
В 2012 году Сантус привлёк к себе внимание крупной американской организации Bellator MMA, подписал с ней контракт и с этого момента начал выступать в США. Дебютировал здесь в поединке с соотечественником Живой Сантаной и по итогам трёх раундов победил его единогласным решением судей. Вскоре должен был состояться ещё один его бой в Bellator, против американца Брайана Роджерса, но бразильский боец получил травму плеча и вынужден был отказаться от этого боя.
Восстановившись от травмы, в 2013 году Бруну Сантус заключил соглашение с крупнейшей бойцовской организацией мира Ultimate Fighting Championship и вскоре вышел в октагон против такого же новичка поляка Кшиштофа Йотко — в итоге поляк нанёс ему первое в карьере поражение, все трое судей назвали его победителем. В 2014 году он провёл ещё два боя в UFC, сначала раздельным решением выиграл у Криса Камоцци, затем единогласным решением уступил Элиасу Теодору. Потерпев два поражения в трёх боях, был уволен из UFC.
После некоторого перерыва в конце 2016 года Сантус подписал контракт с другой крупной американской организацией World Series of Fighting, где раздельным решением судей взял верх над непобеждённым россиянином Вагабом Вагабовым.

## Статистика в профессиональном ММА
| Боёв 22  | Побед 18 | Поражений 3 |
| -------- | -------- | ----------- |
| Нокаутом | 1        | 1           |
| Сдачей   | 1        | 0           |
| Решением | 16       | 2           |
| Ничьи    | 1        | 1           |

| Результат | Рекорд | Соперник                     | Способ                       | Турнир                                          | Дата             | Раунд | Время | Место                    | Примечание                                                    |
| --------- | ------ | ---------------------------- | ---------------------------- | ----------------------------------------------- | ---------------- | ----- | ----- | ------------------------ | ------------------------------------------------------------- |
| Поражение | 18-3-1 | Вячеслав Бабкин              | TKO (удары руками)           | ACA 97                                          | 31 августа 2019  | 1     | 2:33  | Краснодар, Россия        |                                                               |
| Ничья     | 18-2-1 | Садибу Сай                   | Решение большинства          | PFL 10                                          | 20 октября 2018  | 2     | 5:00  | Вашингтон, США           | Четвертьфинал PFL 2018 в среднем весе. Выбыл через тай-брейк. |
| Победа    | 18-2   | Джон Говард                  | Единогласное решение         | PFL 6                                           | 16 августа 2018  | 3     | 5:00  | Атлантик-Сити, США       |                                                               |
| Победа    | 17-2   | Садибоу Сай                  | Единогласное решение         | PFL 3                                           | 5 июля 2018      | 3     | 5:00  | Вашингтон, США           |                                                               |
| Победа    | 16-2   | Рекс Харрисон                | Единогласное решение         | PFL: Everett                                    | 29 июля 2017     | 3     | 5:00  | Эверетт, США             |                                                               |
| Победа    | 15-2   | Вагаб Вагабов                | Раздельное решение           | WSOF 34                                         | 31 декабря 2016  | 3     | 5:00  | Нью-Йорк, США            |                                                               |
| Поражение | 14-2   | Элиас Теодору                | Единогласное решение         | UFC Fight Night: MacDonald vs. Saffiedine       | 4 октября 2014   | 3     | 5:00  | Галифакс, Канада         |                                                               |
| Победа    | 14-1   | Крис Камоцци                 | Раздельное решение           | UFC 175                                         | 5 июля 2014      | 3     | 5:00  | Лас-Вегас, США           |                                                               |
| Поражение | 13-1   | Кшиштоф Йотко                | Единогласное решение         | UFC Fight Night: Hunt vs. Bigfoot               | 7 декабря 2013   | 3     | 5:00  | Брисбен, Австралия       |                                                               |
| Победа    | 13-0   | Жива Сантана                 | Единогласное решение         | Bellator 61                                     | 16 марта 2012    | 3     | 5:00  | Боссьер-Сити, США        |                                                               |
| Победа    | 12-0   | Паулу Энрике Гарсия Родригес | Единогласное решение         | WFE 10: Platinum                                | 16 сентября 2011 | 3     | 5:00  | Салвадор, Бразилия       |                                                               |
| Победа    | 11-0   | Жулиу Сезар дус Сантус       | Единогласное решение         | Bitetti Combat 9: Middleweight Combat Cup       | 18 июня 2011     | 3     | 5:00  | Рио-де-Жанейро, Бразилия |                                                               |
| Победа    | 10-0   | Витор Нобрега                | Единогласное решение         | Bitetti Combat 9: Middleweight Combat Cup       | 18 июня 2011     | 2     | 5:00  | Рио-де-Жанейро, Бразилия |                                                               |
| Победа    | 9-0    | Анхел Ореллана               | Единогласное решение         | Bitetti Combat 9: Middleweight Combat Cup       | 18 июня 2011     | 2     | 5:00  | Рио-де-Жанейро, Бразилия |                                                               |
| Победа    | 8-0    | Даниэл Акасиу                | Единогласное решение         | WFE 8: Platinum                                 | 15 декабря 2010  | 5     | 5:00  | Салвадор, Бразилия       |                                                               |
| Победа    | 7-0    | Кристиану Лаззарини          | Единогласное решение         | Brasil Fight 2: Minas Gerais vs. Rio de Janeiro | 14 августа 2010  | 3     | 5:00  | Белу-Оризонти, Бразилия  |                                                               |
| Победа    | 6-0    | Мишеле Вергинелли            | Единогласное решение         | Win Fight and Entertainment 5                   | 21 ноября 2009   | 5     | 5:00  | Салвадор, Бразилия       |                                                               |
| Победа    | 5-0    | Данилу Перейра               | Единогласное решение         | Win Fight and Entertainment 4                   | 29 августа 2009  | 5     | 5:00  | Салвадор, Бразилия       | Выиграл титул чемпиона WFE в среднем весе.                    |
| Победа    | 4-0    | Эдер Жонис                   | Единогласное решение         | Win Fight and Entertainment 3                   | 16 мая 2009      | 3     | 5:00  | Салвадор, Бразилия       |                                                               |
| Победа    | 3-0    | Нейлсон Гомес                | TKO (остановлен секундантом) | Win Fight and Entertainment 1                   | 28 сентября 2008 | 2     | 5:00  | Салвадор, Бразилия       |                                                               |
| Победа    | 2-0    | Эдилберту де Оливейра        | Единогласное решение         | Prime: MMA Championship 2                       | 8 марта 2008     | 3     | 5:00  | Салвадор, Бразилия       |                                                               |
| Победа    | 1-0    | Кристиану Нуну               | Сдача                        | Prime: MMA Championship                         | 1 декабря 2007   | 2     |       | Салвадор, Бразилия       |                                                               |